# ガイ・フォークス
ガイ・フォークス（英: Guy Fawkes[ˈɡaɪ ˈfɔːks]、1570年4月13日 - 1606年1月31日）、別名グイド・フォークス（英: Guido Fawkes[ˈɡwiːdoʊ ]）は、1605年に発覚した火薬陰謀事件の実行責任者として知られる人物である。
イングランドのヨークで生まれ育ち、母親の再婚相手の影響からカトリックを信奉するようになる。青年期にはヨーロッパ大陸に渡りカトリック側で八十年戦争に参加した。後にトマス・ウィンターと出会い、ロバート・ケイツビーが首謀した火薬陰謀事件に関わるようになる。1605年11月5日に当局による貴族院地下の捜索が行われ、火薬を見張っていたフォークスは逮捕された。偽名を名乗り証言を拒んだフォークスであったが、拷問にかけられ計画の全容と共謀者の名前を白状した。1606年1月31日、フォークスは絞首刑台から飛び降りて首の骨を折り死亡。
フォークスは火薬陰謀事件の首謀者ではなかったが事件そのものと同義語となり、陰謀が発覚した日はイギリスの記念日（ガイ・フォークス・ナイト）となっている。また、英語で「男、奴」を意味する「ガイ（guy）」は、彼の名に由来する。

## 経歴

### 少年時代

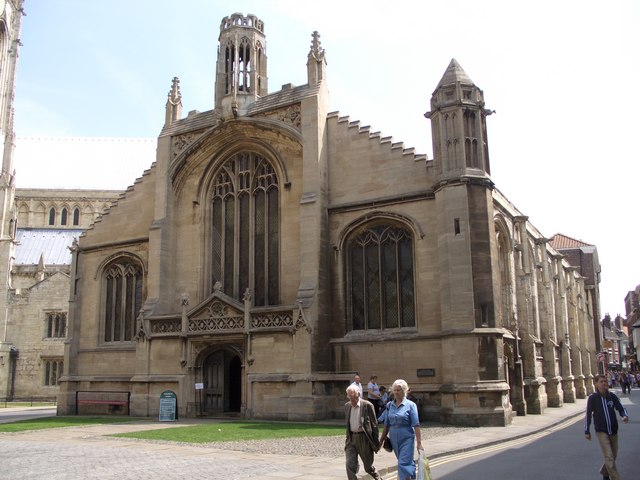
フォークスはセント・マイケル・ル・ベルフリー教会で洗礼を受けた。

ガイ・フォークスは1570年にヨークのストーンゲートで生まれた。当時は、エリザベス1世の治世下で、「国王至上法」「礼拝統一法」などの法律も制定され、女王を首長とするイングランド国教会の体制作りが進められていった。カトリック教徒はこれに反発し、また政府もカトリック教徒を迫害していった。ガイは、教会法廷の弁護人であったエドワード・フォークスとその妻イーディスの子として、イングランド国教会の礼拝に通う家庭に生まれた。両親の間には4人の子供がいたが、ガイは2番目の子だった。ガイの父方の祖母、エレン・ハリントンは1536年にヨーク市長に仕えた有力な商人の娘であり、ガイの両親もイングランド国教会の信徒であった。しかし、母親の家系は国教会に否定的なカトリックであり、ガイのいとこであるリチャード・カウリングもイエズス会の聖職者となっている。ガイという名前はイングランドでは珍しい名前だが、ヨークでは地元の有名人「ガイ・フェアファックス」にあやかって名づけられ、一般的な名前である。
フォークスの生まれた日は不明であるが、セント・マイケル・ル・ベルフリー教会において4月16日に洗礼を受けている。誕生日と洗礼の間は慣習では3日間となっており、そこから4月13日に生まれたと推定される。ガイの生まれる前、1568年に母親のイーディスはアンという娘を産んだが、同年11月に7週目で亡くなっている。ガイが生まれた後さらに2人の子をもうけており、アン（1572年生）、エリザベス（1575年生）はそれぞれ1599年、1594年に結婚している。
1579年、ガイが8歳の時に父親が亡くなった。母親は数年後に再婚したが、相手はスコットンに住むカトリック信者のディオニス・ベインブリッジであった。スコットンにはカトリックを信奉するプーリン家、パーシー家が住んでおり、フォークスは継父とプーリン家、パーシー家の影響によりカトリックを信奉するようになった。フォークスはヨークにあるセント・ピーターズ・スクールに通っていたが、学校理事は国教忌避者として約20年牢獄に収監されていた。校長のジョン・プーリンは、ヨークシャーの国教忌避者として著名な一家であるブラッバーハウスのプーリン家出身であった。フォークスの同窓生には火薬陰謀事件でともに行動をとることになるジョン・ライト、クリストファー・ライト兄弟や、イエズス会士オズワルド・テシモンド、エドワード・オールドコーン神父など事件への関与が疑われた人物、陰謀事件発覚前の1601年に処刑されたロバート・ミドルトン神父などがいた。
学校を卒業後、初代モンタギュー子爵アンソニー・ブラウンに仕えるも、フォークスは子爵に疎まれ、短期間で解雇されてしまった。その後、2代モンタギュー子爵アンソニー＝マリア・ブラウンに雇われた。フォークスは結婚しており、息子がいたという情報があるが、同時代の証拠は何一つ見つかっていない。

### 軍歴
1591年10月にフォークスは父から相続したクリフトンの不動産を売却している。その頃、スペインに対するプロテスタントの反乱、八十年戦争（オランダ独立戦争）が起こっていた。スペインはユグノー戦争にも介入しており、1595年から1598年のヴェルヴァン条約までの間フランスとも戦争していた。フォークスは大陸に渡り、カトリックのスペイン側で参戦している。イングランドはスペインと正式な開戦こそしていなかったものの英西戦争が起こっており、アルマダの海戦からはまだ5年ほどしか過ぎていなかった。フォークスは、イングランドのカトリック教徒、ウィリアム・スタンリーの指揮下に入った。スタンリーはエリザベス1世の寵愛を受けていたが、1587年にデーフェンテルをスペインに譲り渡した後は彼の軍勢ともども陣営をスペインに鞍替えしていた。フォークスは下級将校として、1596年のカレー攻囲戦を勇敢かつ誠実に戦い抜いたが、1602年まで階級が上がることはなかった。フォークスは1603年にスペインに赴き、イングランドでのカトリックの反乱を支援してくれる者を募った。フォークスはこの時、イタリア風の名前 Guido（グイド）を名乗るようになった。1603年にスコットランド王ジェームズ6世がイングランド王ジェームズ1世として即位し、イングランドとスコットランドは同君連合王国を形成していた。フォークスはジェームズ1世のことを「イングランドから教皇派を全て追い出そう」としている「異端者」とメモに残している。また、フォークスはスコットランドと王の周りに侍るスコットランド貴族を非難し、「当分の間、2つの国が仲良くなることなどないだろう」と述べている。フォークスはスペインのフェリペ3世に丁重に扱われたが、スペインはフォークスの申し出を受ける気は全くなかった。

## 火薬陰謀事件

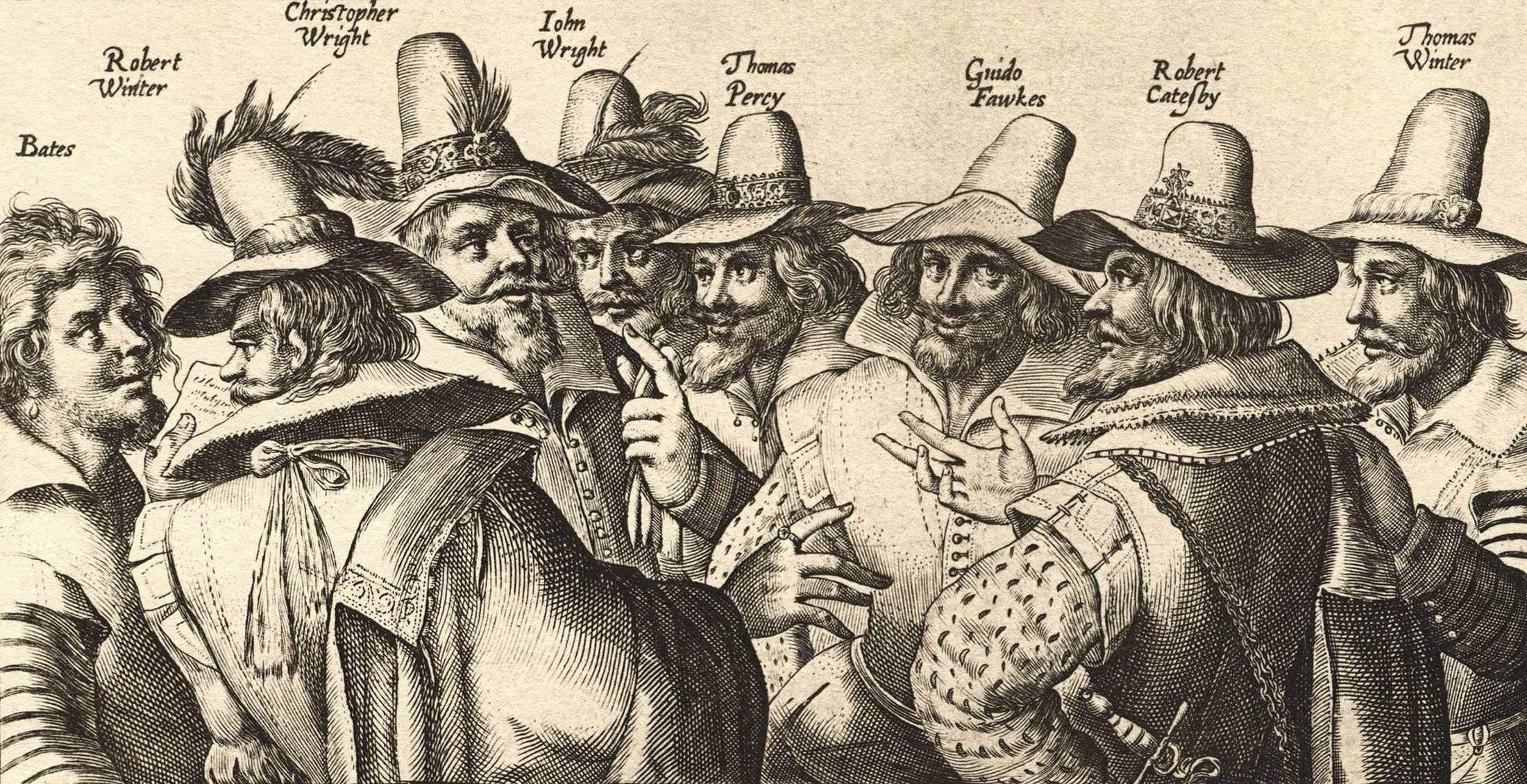
クリスペイン・デ・パッセによる同時代に描かれた版画。陰謀に加担した13人のうち8人が描かれ、フォークスは右から3番目の人物である。

1604年にフォークスはロバート・ケイツビー率いるイングランドのカトリックグループに参加するようになる。ケイツビーはプロテスタントのジェームズ1世を暗殺し、王位継承資格第3位の王女、エリザベス・ステュアートを王位に就けようと企んでいた。
1604年5月20日に5人の中心人物が、ロンドンのストランド地区にある Duck and Drake という宿に集まって会合が行われた。ウェストミンスター宮殿内の議事堂を爆破して王と政府の要人を殺害する計画を、ケイツビーはトマス・ウィンターとジョン・ライトに事前に提案していた。ウィンターは最初のうちは計画に反対していたがケイツビーに説得され、支援者を探す目的で大陸に赴いた。ウィンターはカスティーリャの元帥やウェールズのスパイ、ヒュー・オーウェン、ウィリアム・スタンリーと出会ったが、スペインからの協力は得られそうにないということだった。しかし、オーウェンはフォークスを紹介し、1604年4月2人はイングランドに帰還した。
計画に携わっていたトマス・パーシーは、ノーサンバランド伯と親戚であった。パーシーは1604年6月に儀杖衛士に任じられロンドンに小さな家を借りた。フォークスはジョン・ジョンソンと偽名を使い、パーシーの召使いとしてそこに住み込んだ。トマス・ウィンターの自供では、そこから議事堂までトンネルを掘りすすめ、1604年12月にトンネルの上方から音が聞こえてきたところで作業をやめた。フォークスが調査のため送り出され、そこは議事堂のすぐ隣にあった地下室であった。未使用で汚い部屋であったが、火薬を貯蔵しておくには理想の隠し場所であると思われ、陰謀計画者たちは地下室を借り入れた。フォークスが語ったところによると、最初に20樽の火薬が運び込まれ、ついで7月20日に16樽が運び込まれた。
伝記作家のアントニア・フレーザーは、このトンネルの証言について政府による捏造を疑っている。トンネルが存在した証拠はどこにも見つかっていないし、フォークスは拷問を受けていたにも拘らず5回目の審問まで大して重要でないトンネルのことを認めておらず、その後もトンネルの場所を指し示すことができなかった。
7月28日、首都における疫病の蔓延を理由に、政府は議会の開催を11月5日に延期した。

### 海外の動向
再度海外からの支援を取り付けるため、1605年5月にフォークスは大陸に渡りヒュー・オーウェンに計画を語った。同じ頃、ロバート・セシルはフォークスの名前を、ヨーロッパに張り巡らしたスパイ網によって知ることになる。ウィリアム・ターナーは、そういったスパイの一人であったが、大抵の報告は漠然とした侵攻の可能性を超えるものではなく、陰謀計画に関する情報も含まれていなかった。しかし、4月21日の報告では、フランドルの有名な傭兵であるフォークスがテシモンドによってイングランドに送られたこと、そして「ミスター・ケイツビー」と「高貴な武装および騎乗を準備している友人たち」に紹介されるだろうと報告している。しかし、フォークスはイングランドではジョン・ジョンソンの偽名を使っていたことにより、ターナーの報告書は気に留められなかった。セシルは陰謀事件発覚後の11月の終わりまで、この件に気づくことはなかった。
正確な日付は不明だが、フォークスは1605年8月の終わりにはイングランドに戻った。フォークスとウィンターは地下室に貯蔵してあった火薬が変質してしまっていることに気づいた。新しく火薬とそれを隠すための薪が地下室に運び込まれた。10月の会合で決定されたフォークスの役割は、火薬に点火しテムズ川に逃げ込むことだった。同時にミッドランドで反乱を起こし、エリザベス王女を奪取するというものだった。王殺しは非難を浴びるため、フォークスは大陸に赴きカトリックの権力者に、王とその供回りを殺すことが聖なる義務であることを説いて回った。

### 発見

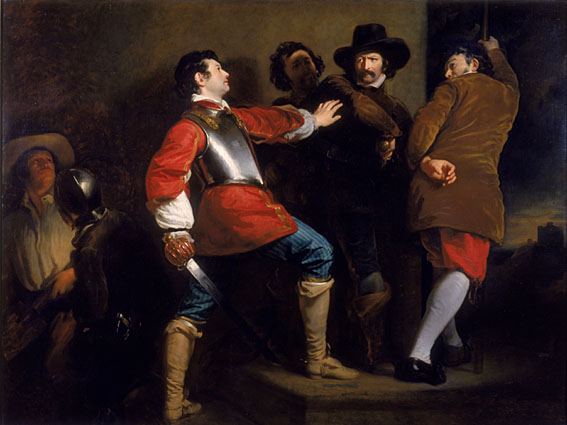
Discovery of the Gunpowder Plot 、1823年ごろ、ヘンリー・ペロネ・ブリッグス画

陰謀に加担したものの中には、カトリック教徒が巻き込まれることについて懸念を示すものもいた。10月26日の夜、モンティーグル卿の下に匿名の1通の手紙が届いた。手紙には議事堂が爆破されること、危険だから近づかないことが記されていた。モンティーグル卿の従者からもたらされた情報により、手紙の件はすぐに計画者たちの知るところになったが、「偽情報として扱うに違いない」といった理由で計画は続行された。フォークスは10月30日に地下室をチェックし、問題のないことを報告している。不安に思ったモンティーグル卿はジェームズ1世の元に手紙を送り、王はトマス・ナイヴェットに議事堂の地下を捜索するよう命じた。捜索は11月5日の早朝に開始された。フォークスはパーシーから渡された時計と、導火線を手に前日夜遅くに地下室の持ち場についていた。深夜に入ってフォークスは地下室で発見、逮捕された。同時に薪と石炭で隠してあった火薬も発見された。

### 拷問
フォークスは最初の取調べではジョン・ジョンソンと名乗り、強気に振舞った。多量の火薬と共にいたことについて聞かれると、「スコットランドの乞食どもを祖国の山に送り返してやるためだ」と返した。フォークスは議事堂を吹き飛ばす予定であったことを認め、失敗を残念に思うと述べた。フォークスの堂々とした態度はジェームズ1世の歓心を買い、まるでローマ人のようだと賞賛した。
王の賞賛は得たが、「ジョン・ジョンソン」は仲間の名前を白状させるため11月6日に拷問にかけられることになった。王は手枷を使うような緩い拷問から始めることを指示し、もし必要なら拷問台のようなもっときついものを使うことも認めた。フォークスはロンドン塔に移送された。「君は何者か？まだ君を知る者はいない」「どこでいつフランス語を習ったのか？」「カトリック教徒だとすると、誰が教えたのか？」などの質問が下された。フォークスが尋問された部屋はガイ・フォークス・ルームとして知られるようになる。

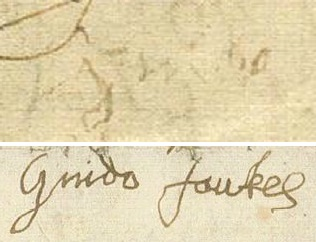
拷問直後に書かれた Guido の署名（上）は、8日後のもの（下）と比べて、ほとんど文字の体をなしていない。

ロンドン塔長官代理であるウィリアム・ワードが拷問を監督することになった。ワードはフォークスのポケットからガイ・フォークス宛ての手紙を見つけたが、「ジョンソン」は黙ったままで計画に関することや差出人については何一つ明かそうとしなかった。11月6日の夜、ワードはソールズベリー伯宛てに報告書を送り「彼（ジョンソン）はこの行動を起こしてから毎日神に祈りを捧げ、計画の成功とカトリック信仰が勝利を得、彼の魂を救うことを願っている」と記している。ワードによればフォークスは休みたがっていたが、ワードはフォークスが秘密にしている計画や共犯者について明かすまで尋問を続けるつもりだった。翌日のある時点からフォークスは余裕を失っていった。
立会人のエドワード・ホビーは「ジョンソンはロンドン塔に来てから英語を話すようになっている」ことに気づいた。フォークスは11月7日に本名を明かし、王暗殺計画に加担したのは5名であると告げた。11月8日には共犯者の名前やエリザベス王女を玉座に就ける計画だったことを明かした。
フォークスが拷問台にかけられたかは定かでないが、拷問の激しさは文字の体をなしていない彼の署名に見て取れる。

### 裁判と処刑
1606年1月27日に陰謀に加担した者8名の裁判が始まった。フォークスは他の6名とともにロンドン塔からウェストミンスター宮殿に送られた。彼らの罪状が読み上げられ、そこではフォークスの名は「グイド・フォークス」または「グイド・ジョンソン」とされていた。フォークスは火薬と一緒にいたところを逮捕されたにも拘らず、無罪を主張した。

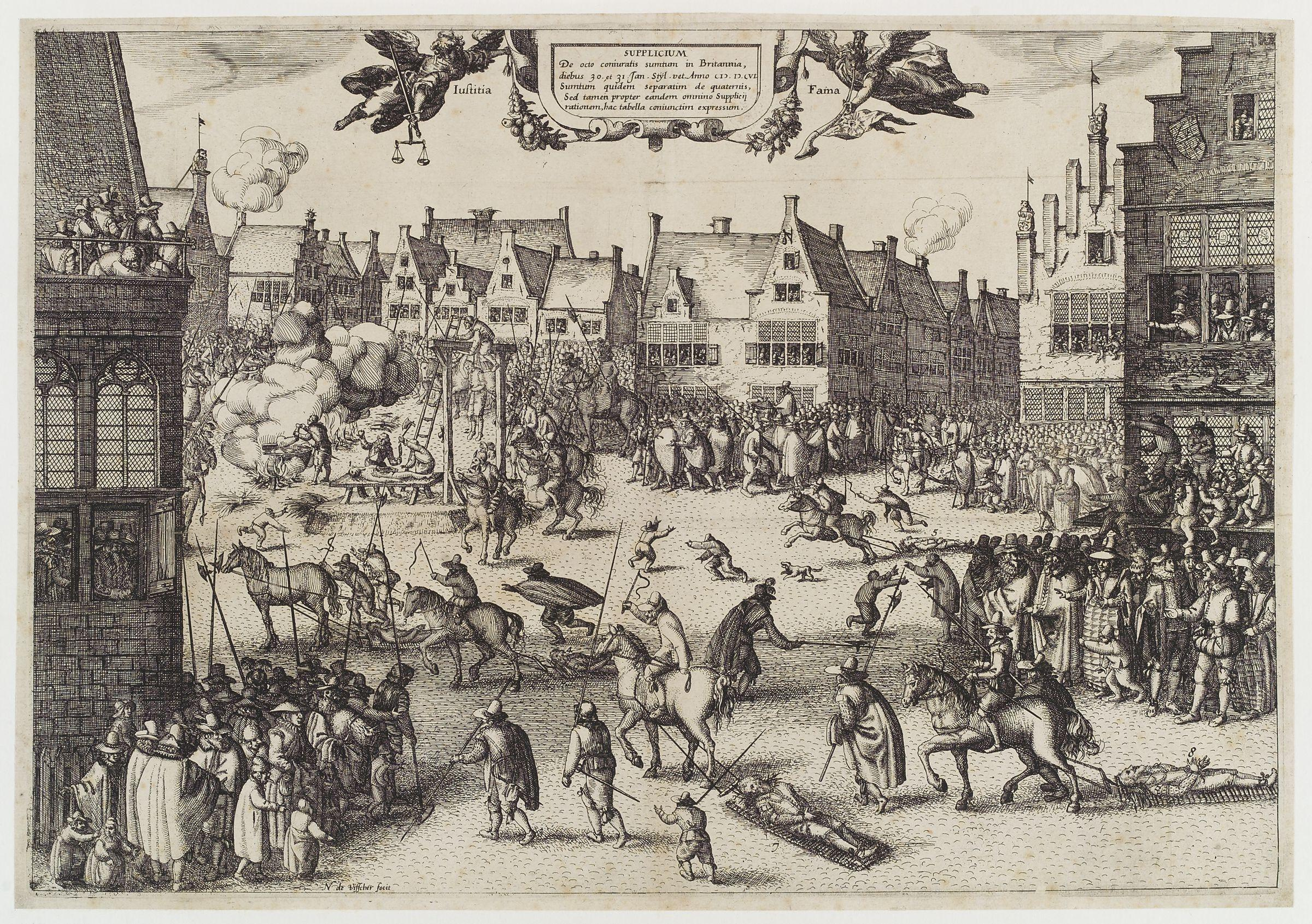
フォークスの処刑を描いた1606年の版画

陪審員は全ての被告に対し有罪を認め、首席判事のジョン・ポファムは大逆罪を宣告した。法務総裁のエドワード・コークは、「被告は馬に引き回され、性器は切断されて目の前で焼かれ、腸や心臓は抜き取られるだろう。その後断頭され、体をバラバラにして晒され、いずれ鳥の餌になるだろう。」と述べた。フォークスとトレシャムのスペインでの陰謀計画も同様に明るみに出た。フォークスとウィンターが収監中に交わした会話も証拠として取り上げられた。2人は誰にも聞かれていないと思っていたが、会話は政府のスパイに盗聴されていた。フォークスは起訴事実の一部については関与していないとして自分の無罪を説明していた。
1606年1月31日、ガイ・フォークス、トマス・ウィンター、アンブローズ・ルークウッド、ロバート・キーズの4名は、編み垣（en:hurdle）に乗せられ、ロンドン塔からウェストミンスターのオールド・パレス・ヤードまで引き回された。フォークスの仲間は首吊り・内臓抉り・四つ裂きの刑に処され、フォークスの処刑は最後であった。フォークスは拷問により衰弱しており、死刑執行人の手を借りねば絞首台にも登れないほどであったという。フォークスは首吊りの後に続く、生きながら切り刻まれる責め苦から逃げるべく
絞首刑台から飛び降りたが、ロープの長さが不適当であったため、首の骨を折って死んだ。死んでなお、体は四つ裂きにされ、慣例に則り、「王国の4箇所」に晒された。

## 影響

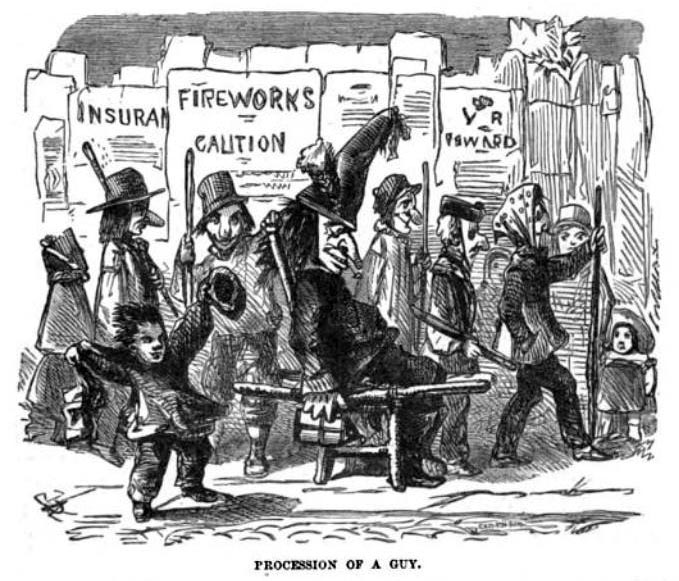
Procession of a Guy (1864)

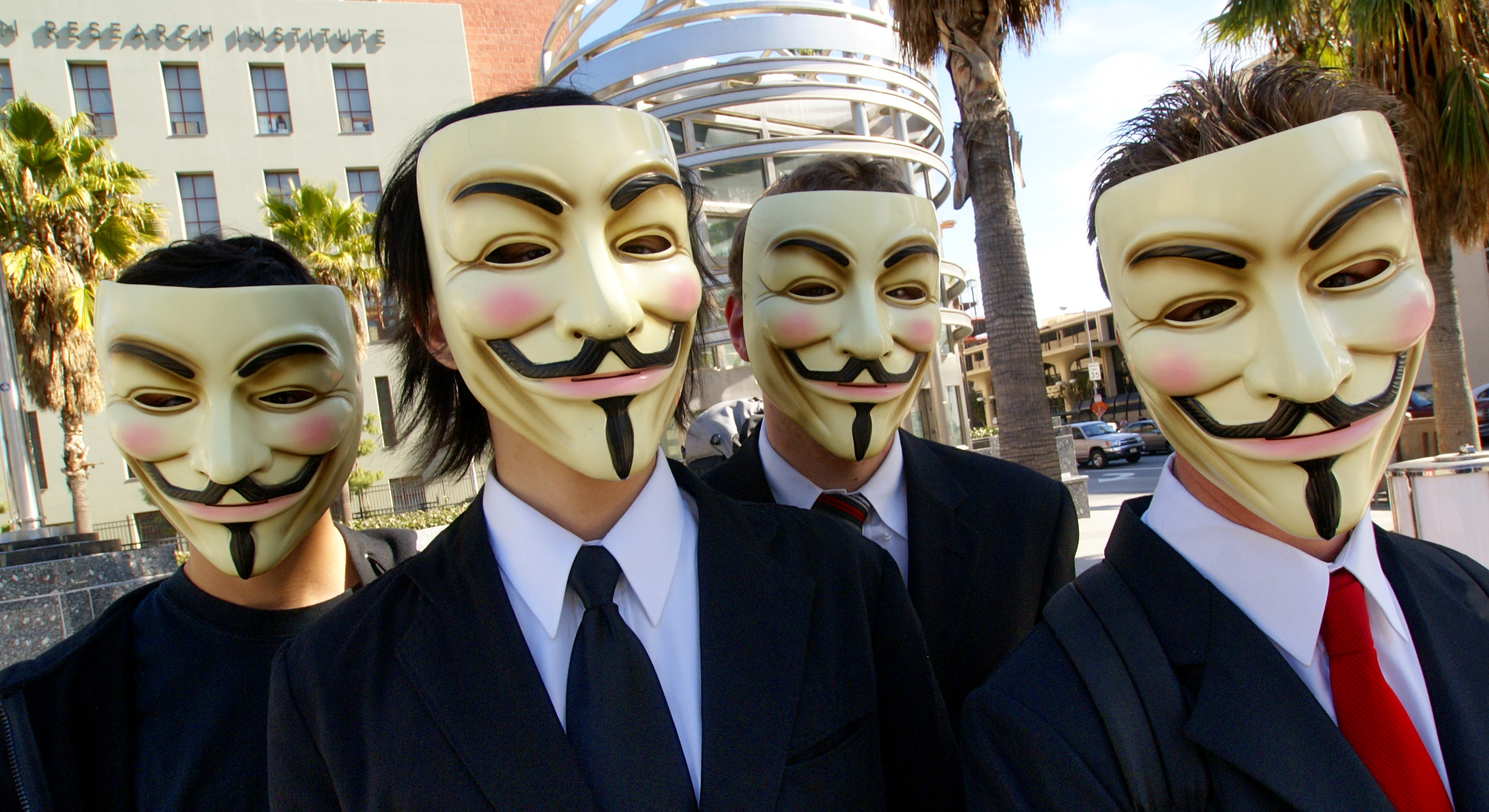
2008年2月、ロサンゼルスにて。アノニマスとして公の場に現れた人々。コミックおよび映画Vフォー・ヴェンデッタで有名になったガイ・フォークス・マスクを被っている。

1605年11月5日、ロンドン市民は王が無事であったことを祝い、かがり火を焚いた。1606年に可決した法により、毎年11月5日は王が助かったことを感謝する日に指定された。これは1859年まで続いた。フォークスは陰謀加担者13名のうちの1人に過ぎないが、今では事件の代名詞とでも言うべき人物として知られる。
イギリスでは11月5日はガイ・フォークス・ナイト、ガイ・フォークス・デイ、プロット・ナイト、ボンファイア・ナイトなどと呼ばれる。ボンファイア・ナイトは1605年11月5日の祝祭が直接的な起源である。1650年代以降はかがり火だけでなく花火も打ち上げられるようになった。ヨーク公ジェームズのカトリック信仰が明らかになった1673年以降は人形（大抵は教皇を模したもの）を焼くことも慣例となった。次第に国民の怒りの対象を人形とするようになり、ポール・クリューガーやマーガレット・サッチャーなどの人形がかがり火で焼かれた、もちろん現代でもフォークスの人形も焼かれている。フォークスを象った「ガイ」は通常子どもたちによって古着や新聞、仮面などを用いて作られる。19世紀中は guy は奇妙な服装をした人物を意味していたが、アメリカ英語では軽蔑的な意味合いは失われ、男性一般を指す言葉となっている。
ウィリアム・ハリソン・エインズワースの1841年の歴史ロマンス小説『Guy Fawkes; or, The Gunpowder Treason』では、フォークスは共感を呼ぶ人物として描かれ大衆に受け入れられた。フォークスは児童書やペニー・ドレッドフルのような大衆小説では「アクション・ヒーロー」となっていった。歴史家のルイス・コールは、「フォークスは現代の政治文化における重要な象徴となっている」と延べ、フォークスの顔は20世紀中には「ポストモダン・アナーキズムを促進する強力な道具となった」と記した。コールが例として挙げたVフォー・ヴェンデッタでは、全体主義国家のイギリスと戦う V は、フォークスのマスク（ガイ・フォークス・マスク）をつけている。その後アノニマス、ウィキリークスのジュリアン・アサンジ、世界各国の「ウォール街を占拠せよ（Occupy Wall Street）」の活動にも用いられ、ガイ・フォークスの名と共に「抵抗と匿名の国際的シンボル」と認知されるようになった。

## 人物像
旧友のイエズス会士、オズワルド・テシモンドはフォークスを「会話や振る舞いが楽しく、喧嘩や揉め事を避け、友達に誠実である」と評価している。また、「軍事について精通している」ともしており、敬愛される性格と高い技術力は陰謀に関わった他のものを惹きつけるものだった。伝記作家アントニア・フレーザーはフォークスの外見面について「背が高くがっちりとした男で、赤毛の髪に当時流行の八の字の口ひげと濃いあごひげを蓄えていた」と記し、内面について「行動的な男……知的な会話もこなし、肉体の責めにも抵抗し、少なからず敵を驚かせた」と記す。
フォークスは「国会議事堂に登院した人物のうち、誠意ある行動をした唯一の人物」と冗談で言われることもある。